# Prase zakrslé
Prase zakrslé (Porcula salvania) je ohrožený druh malého prasete, který byl původně rozšířen v Indii, Nepálu a Bhútánu a nyní je znám pouze z Ásámu. Současná světová populace dosahuje maximálně 250 jedinců.
Má podsadité tělo, krátké nohy, zašpičatělý rypák a hlavu, aby mohlo dobře pronikat hustým podrostem, a tmavohnědé celkové zbarvení. Horní špičáky samce slabě vyčnívají ven po stranách hlavy. Samci i samice vyhrabávají velká pánovitá koryta a vystýlají je vrstvami trávy do tvaru hnízd.